# Cosmotriphora arnoldoi
Cosmotriphora arnoldoi is een slakkensoort uit de familie van de Triphoridae. De wetenschappelijke naam van de soort werd in 1991 voor het eerst geldig gepubliceerd door Marien J. Faber en Robert Moolenbeek.